# Palacio de Justicia del Condado de Cuyahoga
El Palacio de Justicia del Condado de Cuyahoga (en inglés, Cuyahoga County Courthouse) se extiende a lo largo de Lakeside Avenue en el extremo norte de The Mall en el Downtown de la ciudad de Cleveland, en el estado de Ohio (Estados Unidos). El edificio de estilo Beaux Arts se incluyó en el Registro Nacional de Lugares Históricos junto con el distrito comercial en 1975. Otras tres instalaciones, todas ubicadas en o cerca de Public Square, se construyeron y desplegaron a lo largo del siglo XIX.

## Historia
Durante el siglo XIX varias estructuras brindaron servicios judiciales al condado, entre ellas varias tabernas y posadas de la ciudad. El primer palacio de justicia real se completó fue un edificio de estilo federal terminado en 1813 y contenía celdas de la cárcel, una sala de estar para el sheriff y una sala de audiencias en el segundo piso. Fue reemplazada en 1830.
En 1860 se construyó un nuevo juzgado en el lado norte de Public Square de estilo neorrenacentista, con ventanas arqueadas y el uso de cantoneras en las esquinas. En 1875 se construyó un nuevo edificio en W. 3rd St. de 4 pisos algo más pretencioso, también de estilo neorenacentista.
El edificio actual se inició en 1906 y se completó en 1911. Costó más de 4 millones de dólares y fue diseñad o por el estudio de arquitectura de Lehman & Schmitt, con Charles Morris (un alumno de la École des Beaux-Arts) como diseñador jefe. Está construido con granito rosa Milford de Massachusetts y , una iniciativa histórica de 1903 para redefinir el centro de Cleveland con espacios abiertos para parques y edificios grandiosos y dignos.

## Arquitectura
El edificio fue construido entre 1906 y 1912 por el estudio de arquitectura Lehman & Schmitt. Es uno de los siete edificios que componen el Group Plan y junto con el Ayuntamiento se planificó como un par monumentos de Beaux Arts casi simétricos para completar el extremo norte de The Mall. De estilo Beaux Arts, está construido con granito rosa Milford de Massachusetts y cuenta con mampostería rústica de la planta baja incluye ventanas y puertas profundamente empotradas y arqueadas. Una clave sobresaliente remata cada uno.
Directamente encima de las puertas de entrada delanteras hay tres grandes ventanas arqueadas entre columnas estriadas de orden jónico que permiten la entrada de luz natural a la sala del tribunal. El friso de la cornisa incluye la inscripción "Palacio de justicia del condado de Cuyahoga". Sobre la cornisa hay varias estatuas de piedra de legisladores históricos. . La elevación trasera que da al lago Erie está compuesta de manera similar, pero con la inscripción "La obediencia a la ley es libertad". Un frontón de tímpano liso remata el elemento central de la fachada tanto en el alzado norte como en el sur. 
El interior, creado bajo la dirección del destacado arquitecto de Cleveland Charles Schweinfurth, presenta un gran patio central de tres pisos con techos abovedados, columnas jónicas de mármol y un entrepiso con balaustrada (barandilla sostenida por husillos o escalones). Una elegante escalera curva de mármol se eleva más allá de un gran vitral que representa la Ley y la Justicia. Contiene murales de Frank Brangwyn, Violet Oakley, Charles Yardley Turner, Max Bohm y Frederick Wilson.

## Obras de arte
La entrada principal está flanqueada por estatuas de bronce de Thomas Jefferson y Alexander Hamilton esculpidas por Karl Bitter.
Sobre la cornisa frontal hay representantes de los cuatro tipos de leyes: Moisés (ley moral), el emperador bizantino Justiniano (ley civil), el rey Alfredo el Grande (ley común) y el papa Gregorio IX (ley canónica). Varias otras estatuas incluyen a Simón de Montfort (fundador de la Cámara de los Comunes del Reino Unido), el rey inglés Eduardo I (quien otorgó al pueblo inglés el derecho a determinar los impuestos) y el presidente de la Corte Suprema de los Estados Unidos, John Marshall. Dos de estas figuras, de Eduardo I y John Hampden, fueron esculpidas por Daniel Chester French
Una estatua de Alfredo el Grande se encuentra en el lado norte del edificio.

## Galería

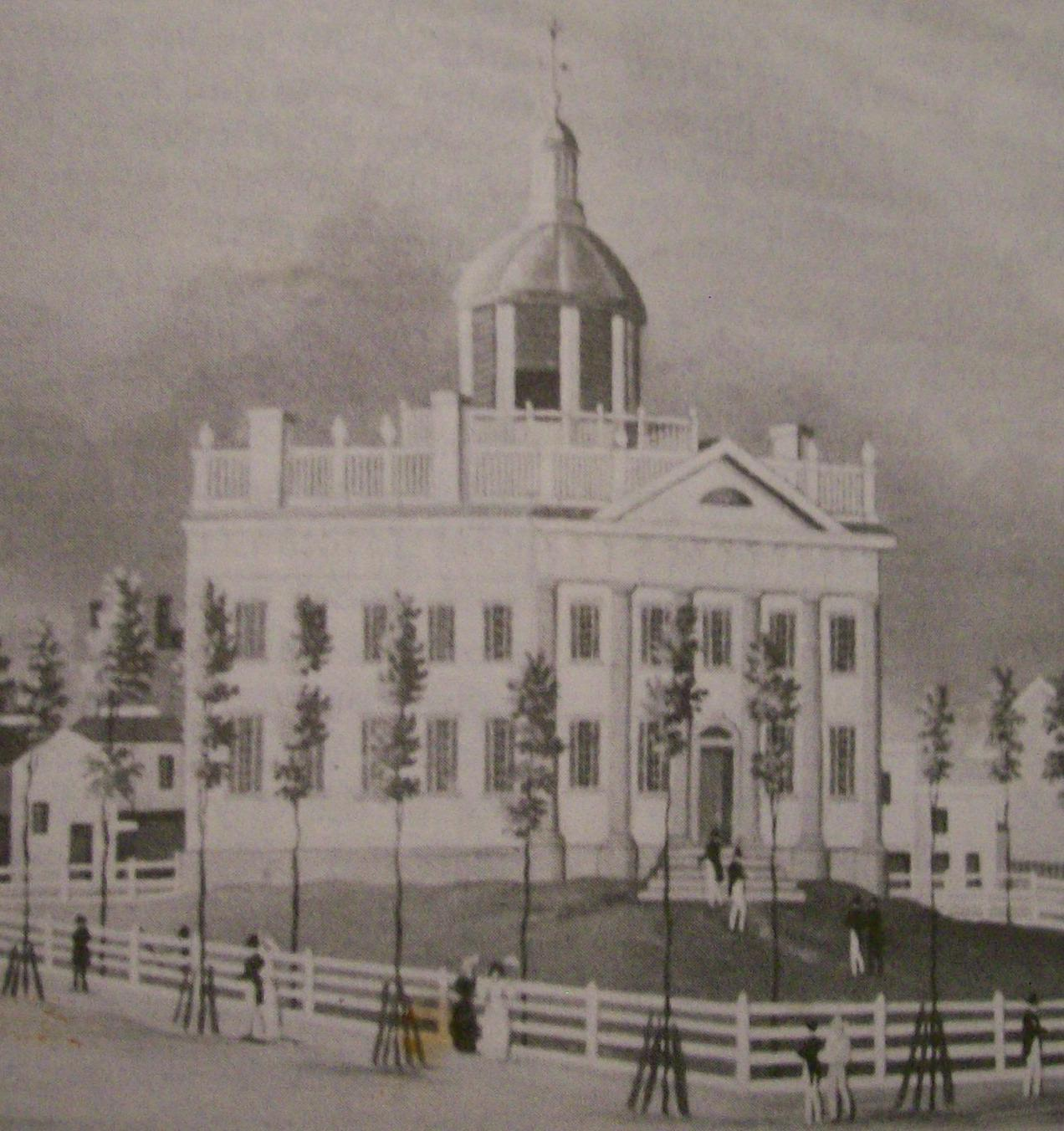
El segundo palacio de justicia
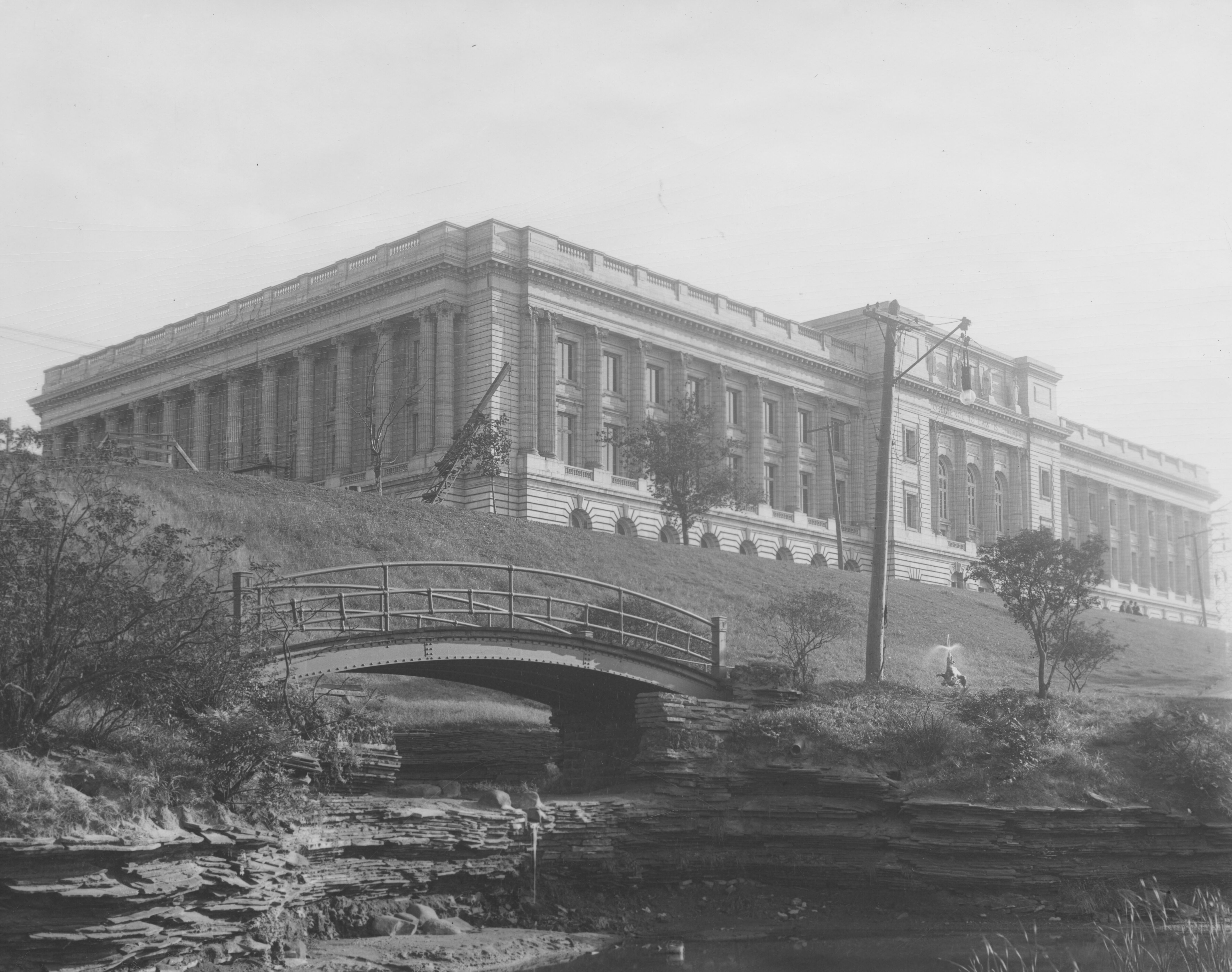
El edificio en 1910
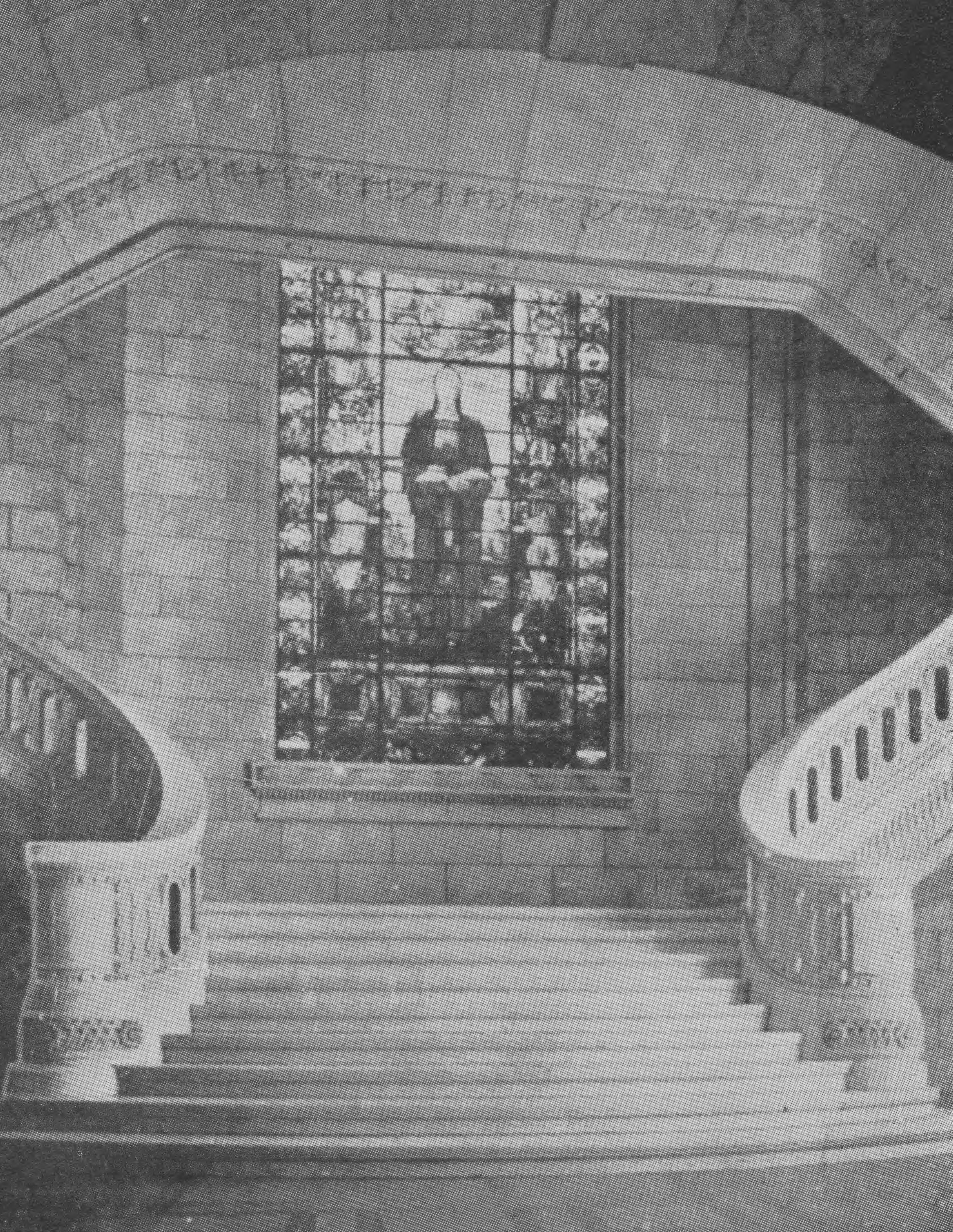
Escalinatas
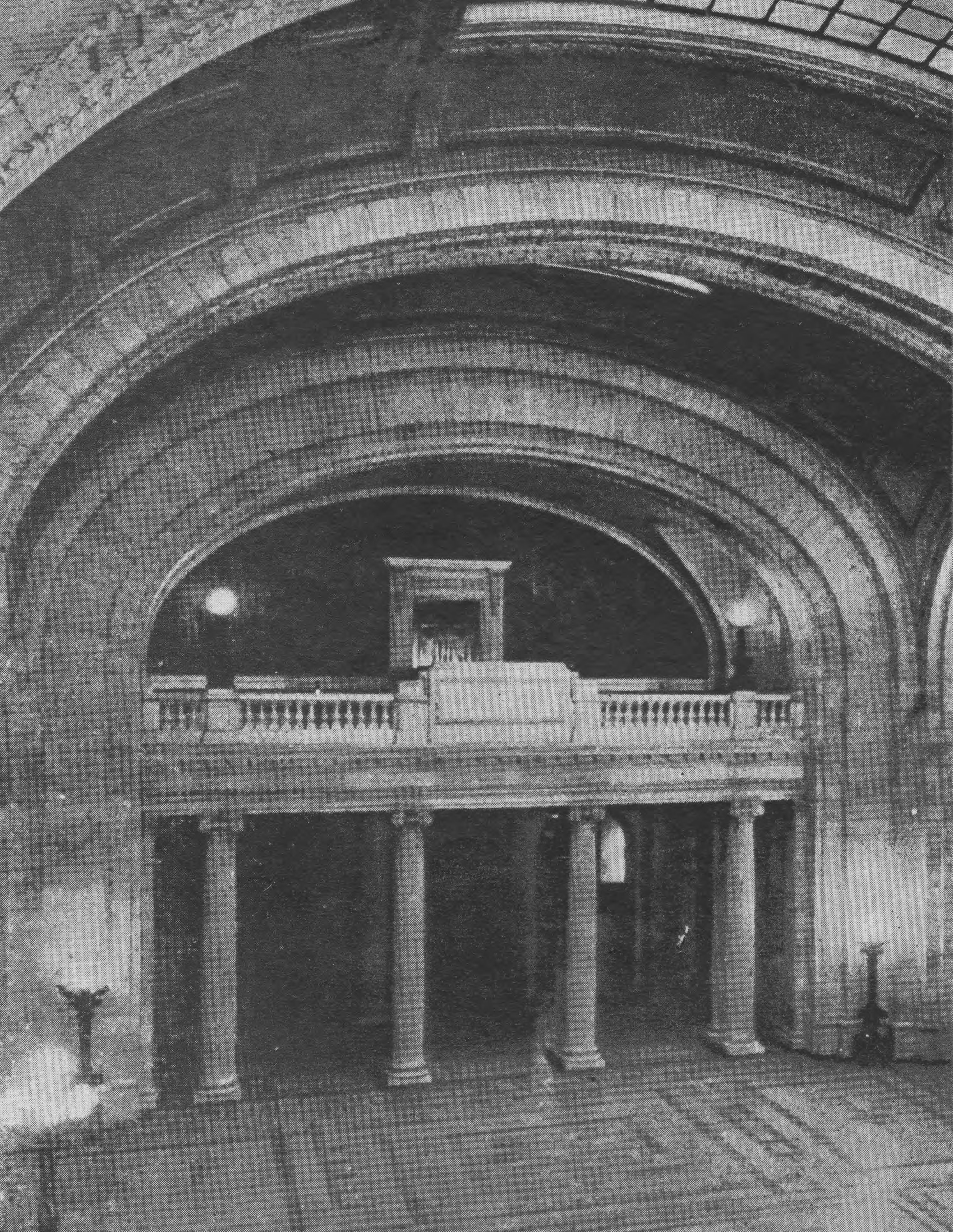
Interior

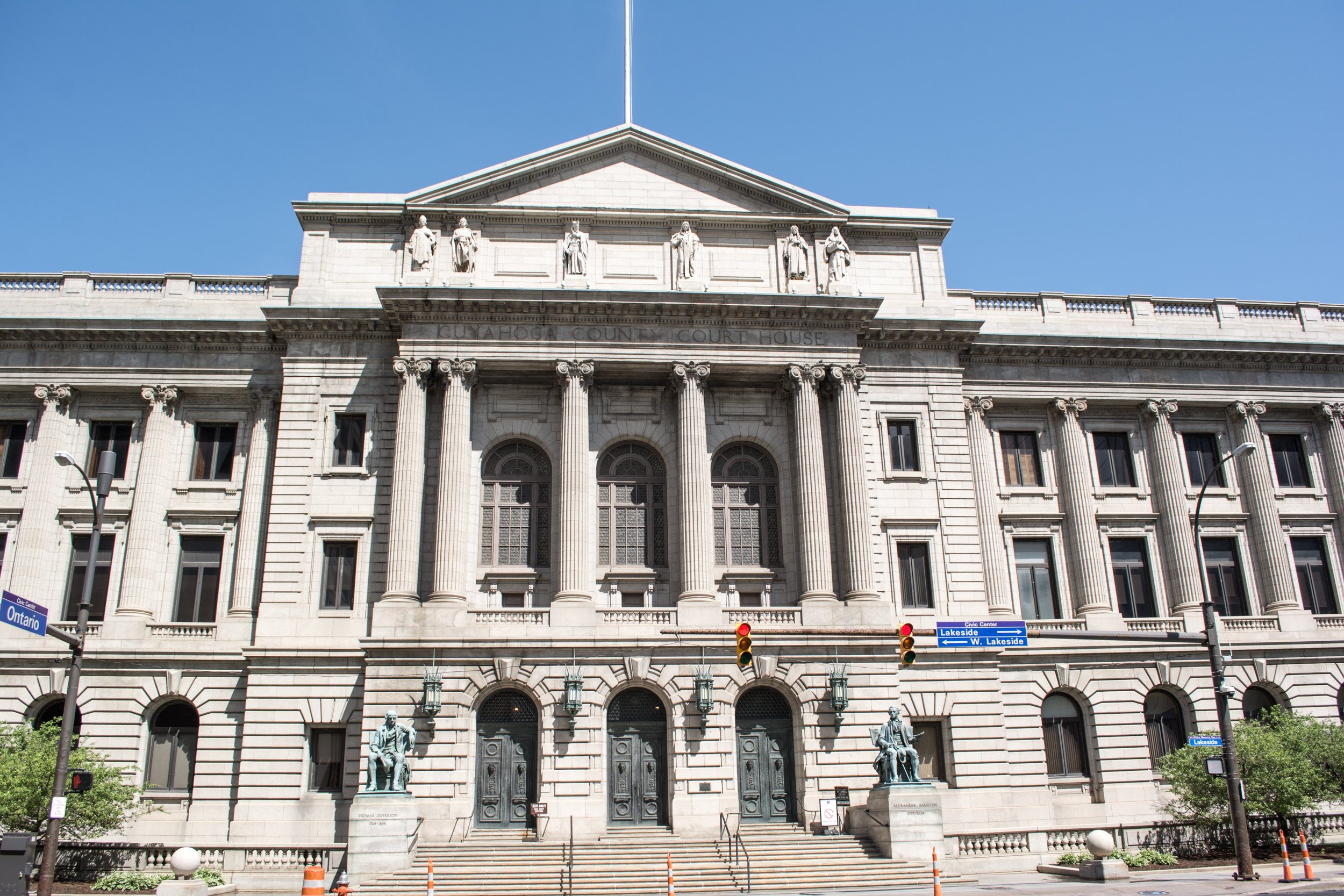
Columnata
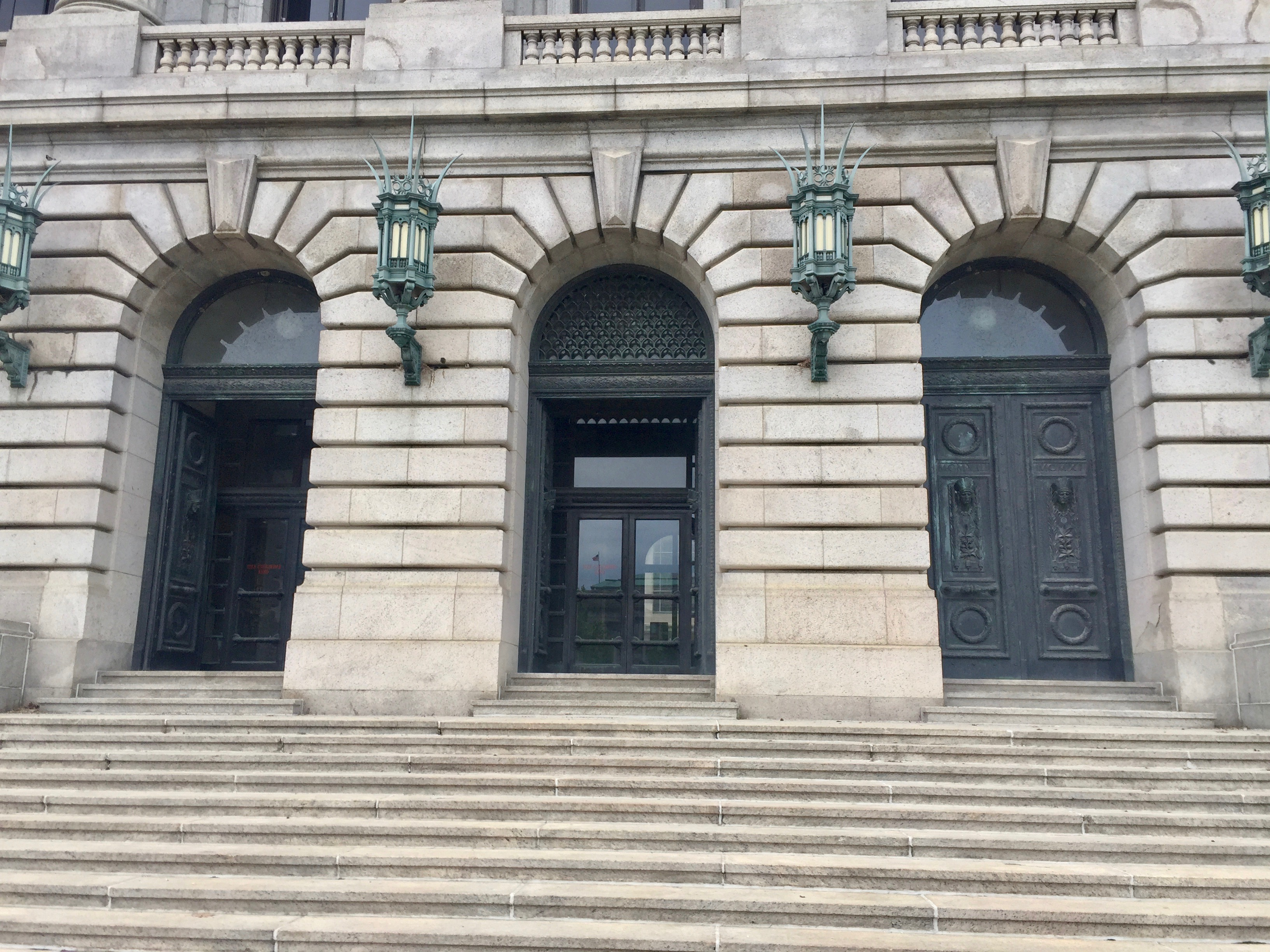
Entrada principal
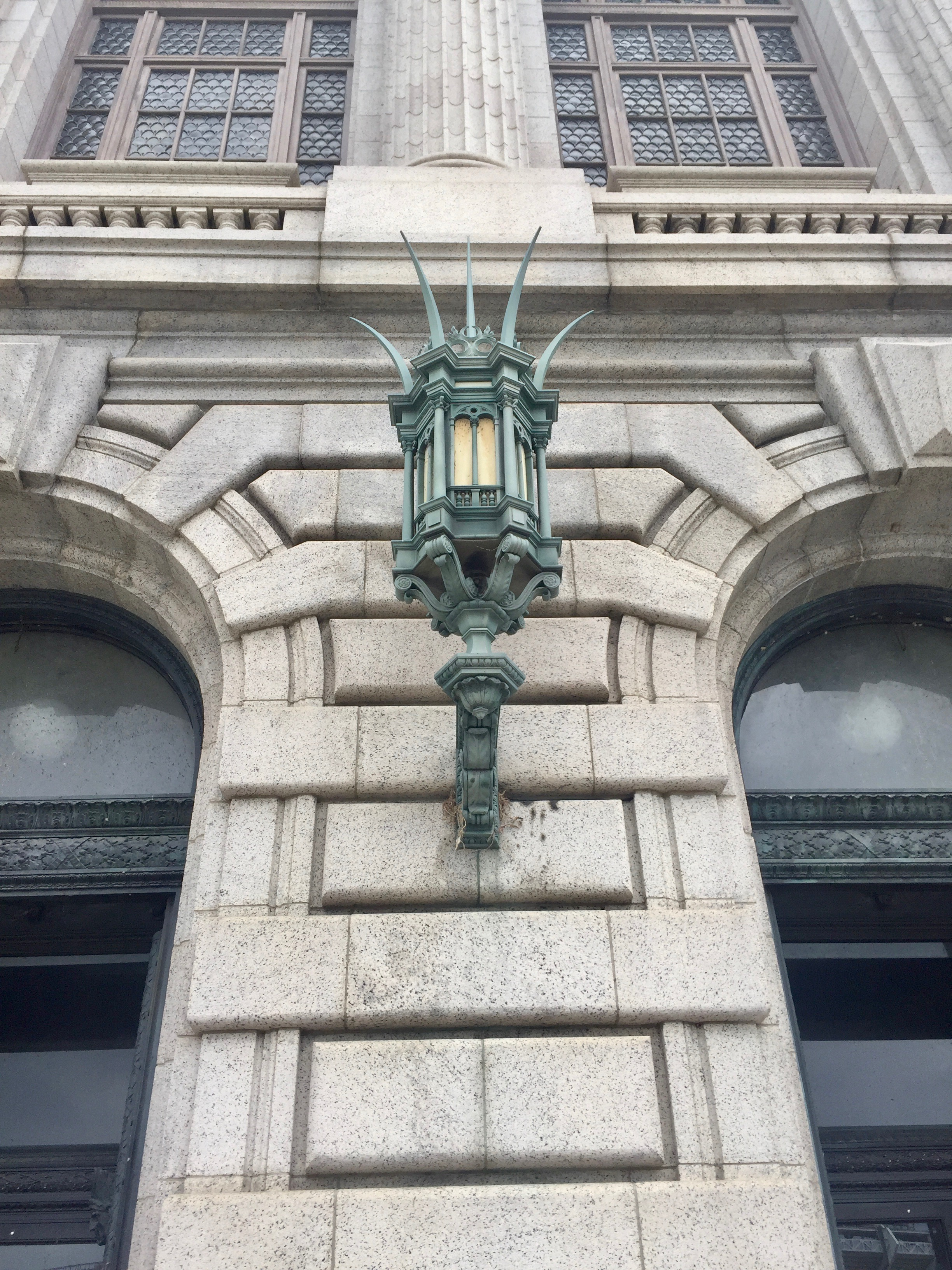
Lámpara
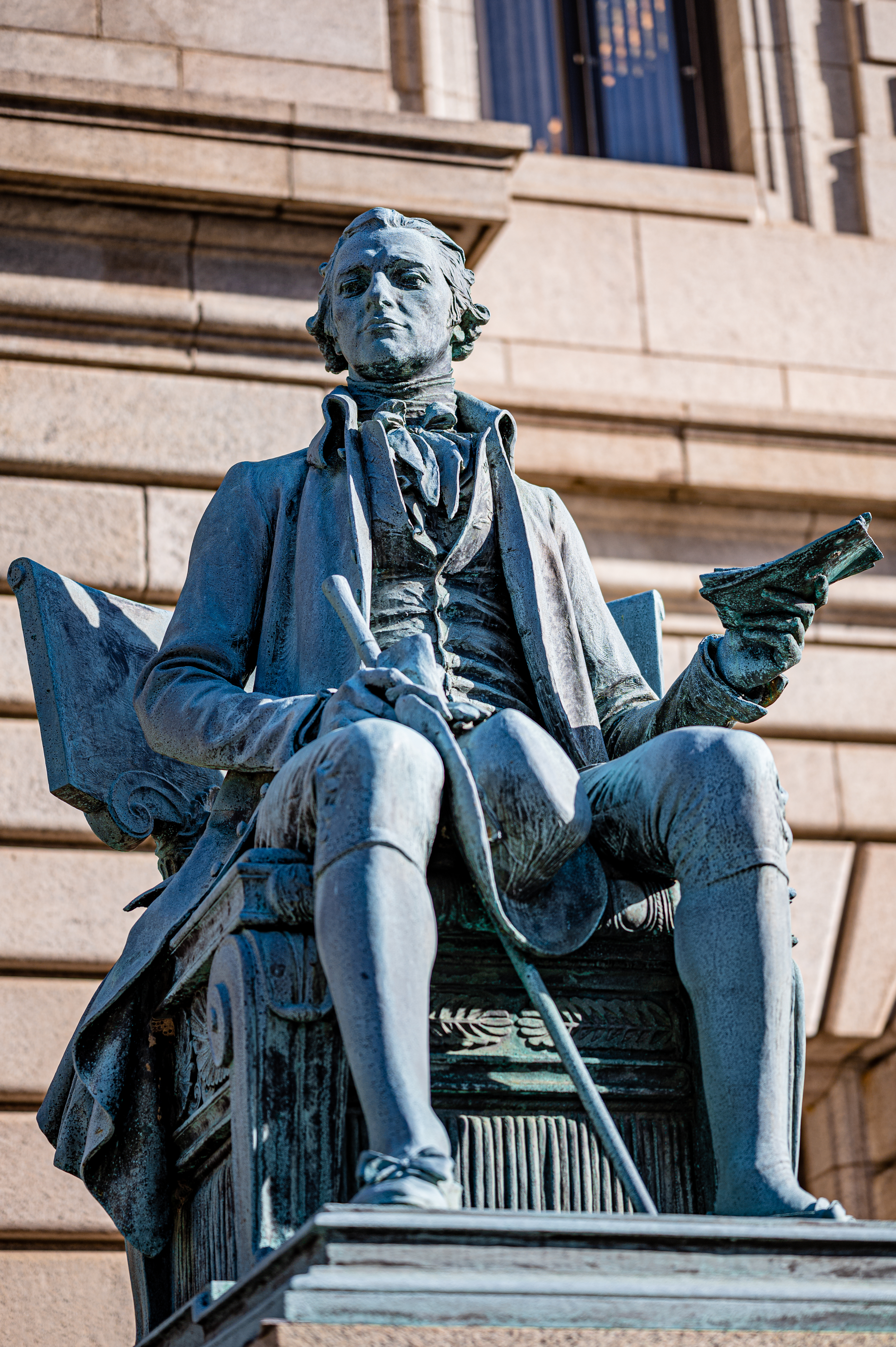
Hamilton por K. Bitter
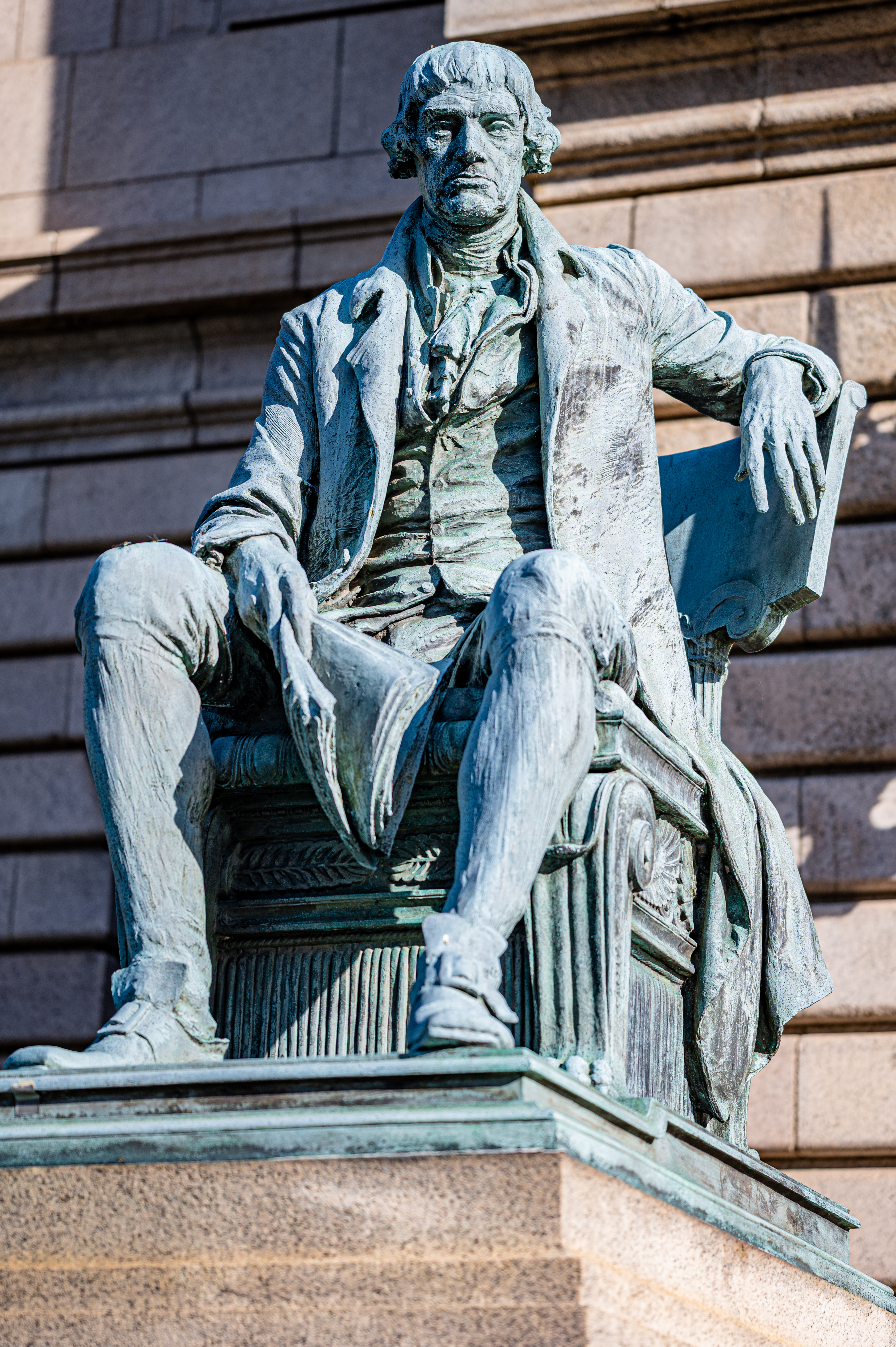
Jefferson por K. Bitter